# Kościół Wszystkich Świętych w Jerzmanowej
Kościół pw. Wszystkich Świętych – rzymskokatolicki kościół filialny należący do parafii Świętych Apostołów Szymona i Judy Tadeusza w Jaczowie (dekanat Głogów – NMP Królowej Polski diecezji zielonogórsko-gorzowskiej). Znajduje się przy ulicy Obiszowskiej.

## Historia

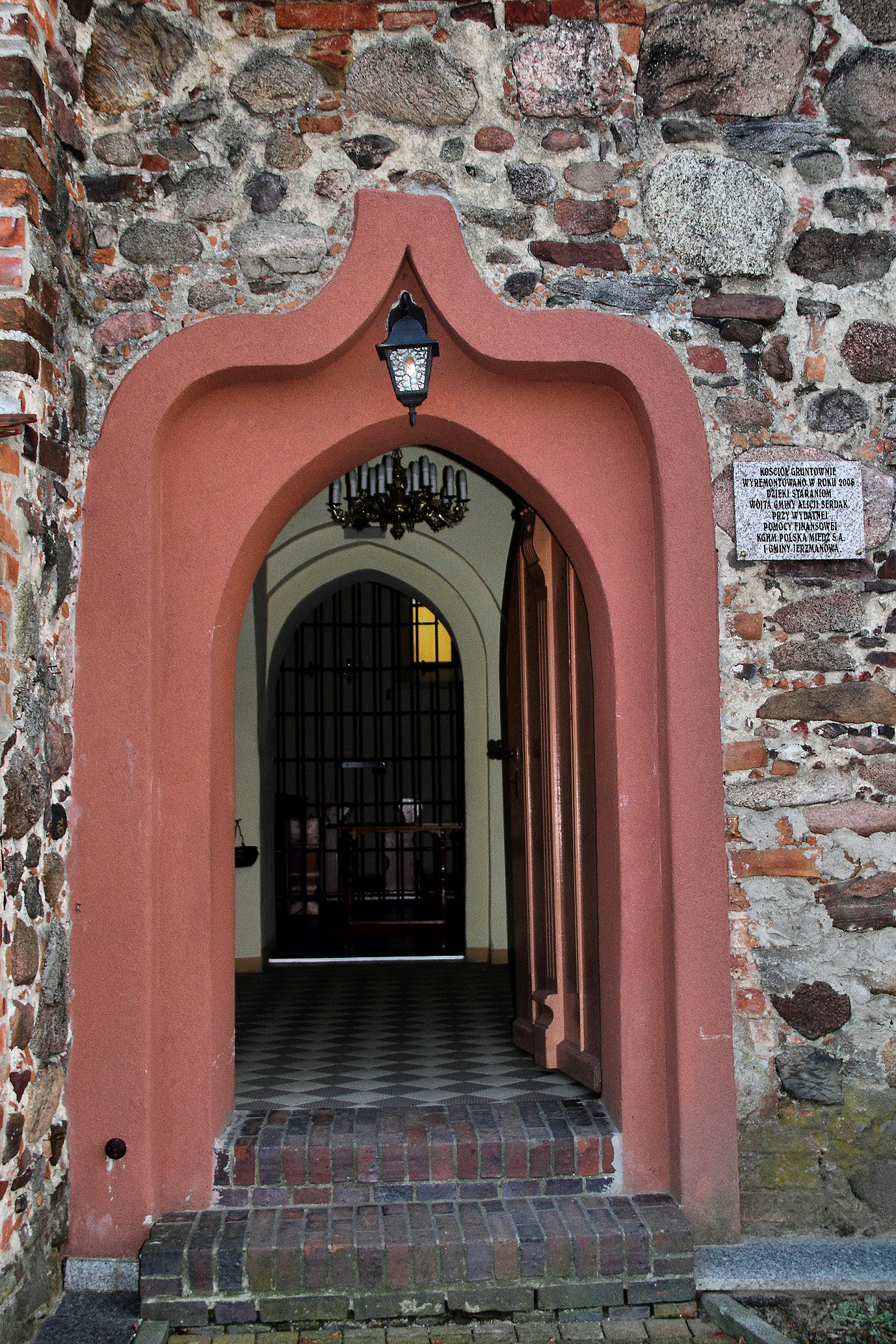
Wejście do świątyni

Jest to świątynia wzniesiona w XIV wieku (wzmiankowana w 1376). W XV wieku została dobudowana wieża. Na początku XVI wieku kościół został przebudowany i otrzymał cechy stylu gotycko–renesansowego. W tym czasie świątynia przeszła na własność protestantów i należała do nich do 7 stycznia 1654 roku. W kościele znajduje się płyta nagrobna zmarłego w 1588 roku członka rodziny von Loss – jednego z właścicieli majątku w Jerzmanowej.

### Nagrobki
Oprócz tego świątynia posiada: płytę nagrobną Barbary von Mutschelnitz, zmarłej w 1605 roku, płytę nagrobną George von Mutschelnitz, zmarłego w 1626 roku, płytę nagrobną żony Mertena Nerlich, zmarłej w 1623 roku, epitafium Magdaleny Gladis, zmarłej w 1625 roku i płytę nagrobną Henriette Nerlich, zmarłej w 1891 roku.